# Sičane
Sičane – wieś w Chorwacji, w żupanii splicko-dalmatyńskiej, w gminie Dicmo. W 2011 roku liczyła 502 mieszkańców.